# Aleksandr Dolgopòlov
Alexandr Dolgopòlov, abans anomenat Oleksandr Dolgopolov Jr. amb el sobrenom "Dolgo", "The dog" - (Kíiv, 7 de novembre de 1988), és un jugador professional de tennis ucraïnès. És un jugador dretà i la seva superfície preferida és la de terra batuda. Té un estil de joc poc ortodox però s'adapta a totes les superfícies.
A la temporada 2011 de l'ATP es va donar a conèixer per al gran públic en arribar als quarts de final de l'Open d'Austràlia després d'haver eliminat Jo-Wilfried Tsonga i Robin Söderling.

## Biografia
El seu pare, Oleksandr Dolgopolov, també és un antic jugador de tennis i la seva mare, Elena, una gimnasta que va guanyar una medalla d'or i una medalla de plata a uns campionats d'Europa de gimnàstica. Quan Aleksandr va néixer, el seu pare era l'entrenador d'Andreï Medvédev i durant la seva infantesa va jugar amb Boris Becker, Medvedev i Andre Agassi. Després de la temporada 2009 va ser entrenat per l'australià Jack Reader. Amb ell va poder remuntar més de 300 llocs de la classificació ATP en menys d'un any.
El maig de 2010 decidí canviar el seu nom (d'Oleksandr a Alexandr).
Alexandr Dolgopolov pateix el trastorn hereditari anomenat síndrome de Gilbert, que afecta el fetge i la sang, osa que sovint li provoca fatiga. Es tracta aquesta malaltia amb injeccions i un règim.

## Palmarès

### Individual: 9 (3−6)
| Llegenda (pre/post 2009)                                 |
| -------------------------------------------------------- |
| Grand Slams (0−0)                                        |
| Tennis Masters Cup / ATP Finals (0−0)                    |
| ATP Masters Series / ATP World Tour Masters 1000 (0−0)   |
| ATP International Series Gold / ATP World Tour 500 (1−2) |
| ATP International Series / ATP World Tour 250 (2−4)      |

| Títols per superfície |
| --------------------- |
| Dura (1−3)            |
| Gespa (0−0)           |
| Terra batuda (2−3)    |

| Resultat  | Núm. | Data                 | Torneig                     | Superfície   | Oponent         | Marcador         |
| --------- | ---- | -------------------- | --------------------------- | ------------ | --------------- | ---------------- |
| Finalista | 1.   | 12 de febrer de 2011 | Costa do Sauípe, Brasil     | Terra batuda | Nicolás Almagro | 3−6, 6−7(3)      |
| Guanyador | 1.   | 31 de juliol de 2011 | Umag, Croàcia               | Terra batuda | Marin Čilić     | 6−4, 3−6, 6−3    |
| Finalista | 2.   | 8 de gener de 2012   | Brisbane, Austràlia         | Dura         | Andy Murray     | 1−6, 3−6         |
| Guanyador | 2.   | 5 d'agost de 2012    | Washington DC, Estats Units | Dura         | Tommy Haas      | 6−7(7), 6−4, 6−1 |
| Finalista | 3.   | 28 d'octubre de 2012 | València, Espanya           | Dura (i)     | David Ferrer    | 1−6, 6−3, 4−6    |
| Finalista | 4.   | 23 de febrer de 2014 | Rio de Janeiro, Brasil      | Terra batuda | Rafael Nadal    | 3−6, 6−7(3)      |
| Guanyador | 3.   | 19 de febrer de 2017 | Buenos Aires, Argentina     | Terra batuda | Kei Nishikori   | 7−6(4), 6−4      |
| Finalista | 5.   | 23 de juliol de 2017 | Bastad, Suècia              | Terra batuda | David Ferrer    | 4−6, 4−6         |
| Finalista | 6.   | 1 d'octubre de 2017  | Shenzhen, Xina              | Dura         | David Goffin    | 6−4, 6−7(5), 6−3 |

### Dobles masculins: 2 (1−1)
| Llegenda (pre/post 2009)                                 |
| -------------------------------------------------------- |
| Grand Slams (0−0)                                        |
| Tennis Masters Cup / ATP Finals (0−0)                    |
| ATP Masters Series / ATP World Tour Masters 1000 (1−0)   |
| ATP International Series Gold / ATP World Tour 500 (0−0) |
| ATP International Series / ATP World Tour 250 (0−1)      |

| Títols per superfície |
| --------------------- |
| Dura (1−1)            |
| Gespa (0−0)           |
| Terra batuda (0−0)    |

| Resultat  | Núm. | Data                | Torneig                    | Superfície | Parella        | Oponents                         | Marcador            |
| --------- | ---- | ------------------- | -------------------------- | ---------- | -------------- | -------------------------------- | ------------------- |
| Guanyador | 1.   | 19 de març de 2011  | Indian Wells, Estats Units | Dura       | Xavier Malisse | Roger Federer Stanislas Wawrinka | 6−4, 6−7(5), [10−7] |
| Finalista | 1.   | 11 de gener de 2015 | Brisbane, Austràlia        | Dura       | Kei Nishikori  | Jamie Murray John Peers          | 3−6, 6−7(4)         |

### Equips: 1 (0−1)
| Resultat  | Núm. | Data               | Torneig                       | Superfície | Equip           | Oponents                     | Marcador |
| --------- | ---- | ------------------ | ----------------------------- | ---------- | --------------- | ---------------------------- | -------- |
| Finalista | 1.   | 9 de gener de 2016 | Copa Hopman, Perth, Austràlia | Dura (i)   | Elina Svitòlina | Daria Gavrilova Nick Kyrgios | 0−2      |

## Trajectòria

### Individual
| Open d'Austràlia | A   | Q1  | Q3  | Q2  | Q1    | QF    | 3R    | 1R    | 2R    | 1R    | 2R    | 2R    | 3R  | 0 / 8     | 11 − 8    |
| Roland Garros | A   | Q2  | Q1  | A   | 3R    | 3R    | 1R    | 1R    | 2R    | 1R    | A     | 2R    | A   | 0 / 7     | 6 − 7     |
| Wimbledon | A   | A   | A   | A   | 2R    | 1R    | 2R    | 3R    | 3R    | 2R    | 2R    | 1R    | A   | 0 / 8     | 8 − 8     |
| US Open | A   | A   | A   | A   | 1R    | 4R    | 3R    | 2R    | A     | 1R    | 1R    | 4R    | A   | 0 / 7     | 9 − 7     |
| Total Victòries−Derrotes                                                                                                  | 0−2 | 0−2 | 0−0 | 1−1 | 21−23 | 38−29 | 34−25 | 24−27 | 27−21 | 26−26 | 17−17 | 28−23 | 5−5 | 221 − 201 | 221 − 201 |
| Rànquing a final d'any | 265 | 233 | 309 | 131 | 48    | 15    | 18    | 57    | 23    | 36    | 62    | 38    | 292 |           |           |
| Llegenda: G: Guanyador; F: Finalista; SF: Semifinalista; QF: Quarts de final; Q: Qualificació; A: Absent; RR: Round Robin |     |     |     |     |       |       |       |       |       |       |       |       |     |           |           |

### Dobles masculins
| Open d'Austràlia | A   | 2R    | 1R   | A   | 2R  | A   | 1R  | 1R  | 0 / 5   | 2 − 5   |
| Roland Garros | 2R  | 2R    | 2R   | A   | A   | A   | A   | A   | 0 / 3   | 3 − 3   |
| Wimbledon | 1R  | A     | A    | A   | A   | A   | 1R  | A   | 0 / 2   | 0 − 2   |
| US Open | 1R  | 1R    | 1R   | 1R  | A   | A   | 1R  | A   | 0 / 5   | 0 − 5   |
| Total Victòries−Derrotes                                                                                                  | 1−7 | 14−16 | 4−15 | 0−5 | 4−5 | 3−3 | 1−5 | 0−1 | 24 − 57 | 24 − 57 |
| Rànquing a final d'any | 319 | 44    | 209  | −   | 345 | 420 | −   | −   |         |         |
| Llegenda: G: Guanyador; F: Finalista; SF: Semifinalista; QF: Quarts de final; Q: Qualificació; A: Absent; RR: Round Robin |     |       |      |     |     |     |     |     |         |         |